# 바투라 사르

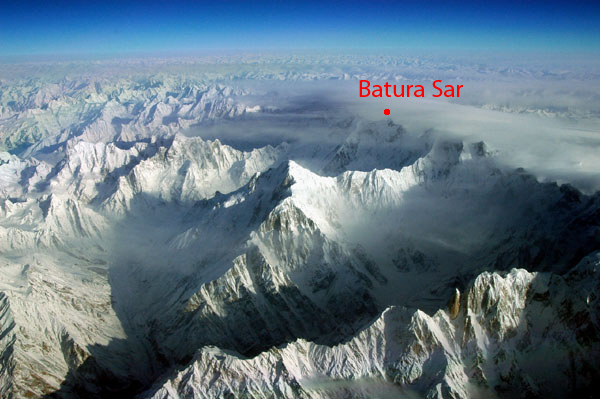

바투라 사르(우르두어: بتورا سر) 또는 바투라 I은 지구상에서 25번째로 높은 산이자 파키스탄에서 10번째로 높은 산이다. 바투라 산군에서 가장 높은 산봉오리이며 이는 카라코람산맥의 서쪽끝 부분에 있다. 바투라 산군 등줄기의 연속적인 높은 지대인 바투라 월(Batura Wall)의 정점을 이룬다.
이 봉오리의 다른 명칭은 바투라(Batura), 바투라 I(Batura I), 바투라 I 이스트(Batura I East)가 있다.
높이는 7,795미터에 이른다. 바투라 산군의 등반은 카라코람산맥의 다른 지대보다 나중에 시작되었으며 바투라 사르의 높이에도 불구하고 등반 활동은 거의 없는 편이다.